# Lettere fantasistykker for piano
Lettere fantasistykker for piano (Nederlands: Lichte fantasiestukken voor piano) is een verzameling composities van Agathe Backer-Grøndahl. Het is de vijfde verzameling van dit soort werken van de Noorse componist. De bundel verscheen samen met de twee volgende werken in december 1904 bij Brødrene Hals (nrs. 1124-1128).
De vijf werkjes in deze bundel zijn:
1. Menuet in grazioso in E majeur en 3/4-maatsoort
2. Stemning in andantino semplice in g mineur/G majeur in 2/4-maatsoort
3. Trist in andante espressivo in f mineur in 3/4-maatsoort
4. I baaden in andantino in C majeur in 6/8-maatsoort
5. Smaabölger in allegretto in g mineur in 4/4-maatsoort

I baaden verscheen in 1908 in de bijlage van het tijdschrift Neuen Musik-Zeitung onder de Duitse titel Im Kahn. De componiste zal de werkjes niet meer zelf hebben uitgevoerd. Door een matige gezondheid stopte ze in 1903 met concerten geven. 